# Blommersia galani
Espèce
Statut de conservation UICN

 LC  : Préoccupation mineure
Blommersia galani est une espèce d'amphibiens de la famille des Mantellidae.

## Répartition
Cette espèce est endémique de Madagascar. Elle se rencontre sur l'île Sainte-Marie ainsi qu'entre Tampolo et Foulpointe.

## Description
Les 21 spécimens mâles observés lors de la description originale mesurent entre 19,0 mm et 24,2 mm de longueur standard et les 2 spécimens femelles observés lors de la description originale mesurent entre 20,8 mm et 24,3 mm de longueur standard.

## Étymologie
Cette espèce est nommée en l'honneur de Pedro Galán.

## Publication originale
- Vences, Köhler, Pabijan & Glaw, 2010 : Two syntopic and microendemic new frogs of the genus Blommersia from the east copast of Madagascar. African Journal of Herpetology, vol. 59, p. 133-156.